# Джани, Прахлад
Прахлад Джани (гудж. પ્રહલાદ જાની, англ. Sri Mataji Prahlad Jani; 13 августа 1929, Мехсана, Британская Индия — 26 мая 2020, Чарада, Гуджарат) — индийский йогин и отшельник. Жил в пещере у храма богини Амба-Маты. В его пещеру приходили многочисленные паломники. Прахлад Джани утверждал, что не пьёт и не ест с 8—9 лет и при этом чувствует себя совершенно нормально.

## Исследования и свидетельства
Для подтверждения или опровержения своих утверждений Прахлада Джани два раза помещали в клинику под наблюдение врачей. Первый раз его поместили в клинику под наблюдение Ассоциации терапевтов города Ахмадабада совместно с Институтом физиологии и родственных наук, в 2003 году на 10 дней. В обследовании принимали участие в общей сложности почти сто специалистов. Медперсонал исключил возможность обмана. Во время пребывания в больнице он постоянно находился в больничной палате, оборудованной видеокамерами. Чтобы облегчить задачу наблюдателям, Джани не мылся в ванной и не принимал душа.
В течение 10 дней Прахлад Джани совершенно не принимал пищу и не выпил ни капли воды. Никаких естественных отправлений также не наблюдалось.
В ходе обследования врачи обнаружили, что мочевой пузырь пациента наполнялся мочой, но затем пузырь опорожнялся вследствие того, что она всасывалась обратно его стенками.
Второй раз Джани поместили под наблюдения сотрудников Оборонного института физиологии и смежных наук Индии в 2010 году. Результат врачей был аналогичен — за период наблюдения пациент не принимал воды и пищу.
Джани не ест, не пьёт и не справляет естественные потребности. Он бодр, энергичен и доброжелателен.
Представители военного ведомства Индии надеются, что опыт святого поможет им выработать методику выживания в экстренных ситуациях.
Самое удивительное, что его почки выделяют мочу в небольших количествах, но нужду он не справляет, она просто куда-то рассасывается. Обычный человек в таких условиях погибнет от интоксикации через несколько дней.
Представитель военной лаборатории заявил:
Результаты исследования могут лечь в основу программы подготовки солдат к выживанию в условиях засухи, на высокогорье или во время наводнения, когда нет доступа к чистой питьевой воде.
Индийские военные врачи хотят использовать результаты для подготовки универсальных солдат.
В 2017 году командой независимых исследователей из индийского технологического института в Мадрасе было проведено сканирование мозга Джани. Был проведён объёмный и морфометрический анализ его шишковидной железы и гипофиза. Результаты исследования показали, что размеры эпифиза и гипофиза у Джани значительно уступают нормальным показателям, характерным для взрослого человека, и соответствуют показателям характерным для ребёнка в возрасте 5−10 лет. Результаты исследования были опубликованы в научных журналах.

## Критика
Доктор Майкл Ван Райен, стоящий во главе Harvard Humanitarian Initiative, ставит под сомнение достоверность наблюдений, объясняя это тем, что при длительном голодании люди быстро расходуют ресурсы своего тела, а это приводит к отказу печени, тахикардии и повреждениям сердца.
Пресс-секретарь Американской ассоциации диетологов отметила, что человек может выжить, употребляя только лишь воду, однако это не лучший вариант, так как телу нужны ещё витамины и минеральные вещества, поступающие в организм только с пищей.
Исследователь пищи Петер Клифтон также не согласен с результатами испытаний. Он считает, что Джани нельзя было позволять принимать ванну и полоскать горло и выводы учёных оказались некорректны. Австралийская газета Sydney Morning Herald написала, что люди, отказывающиеся от воды и еды в подражание легендарным личностям, обычно умирают, и назвала весь эксперимент фарсом.
Согласно Саналу Эдамаруку, Джани иногда выходил из поля зрения видеокамер, кроме того, ему разрешили общаться с последователями и покидать комнату испытаний для принятия солнечных ванн. Эдамаруку также сообщил, что процедуры полоскания горла и солнечные ванны проходили под недостаточно тщательным контролем и он не был допущен на место испытаний как в 2003, так и в 2010 годах.
Он полагает, что у Джани есть «влиятельные покровители», которые не позволили Эдамаруку проверить место проведения исследований, хотя, во время прямой трансляции по телевидению, его пригласили принять участие в исследованиях.
Индийская рационалистическая ассоциация также отметила, что подобные случаи были и ранее, однако позже все они были расценены как мошенничество.